# Röppálya (Csillagkapu)

## Ismertető
| Figyelem: Itt a Csillagkapu 4. évadjának cselekményét vagy a végkifejletet is olvashatod. |

A történet elején egy kifutópályán látjuk O'Neill ezredest, Samanta-t és Daniel-t. Egy magas rangú katona társaságában megérkezik Hammond tábornok is, és a beszélgetésből kiderül, hogy egy átalakított siklót fognak tesztelni. Kisvártatva Teal'c is megérkezik, amikor alacsonyan elrepül a nézők felett.
A leszállás után mindenki nagyon meg van elégedve az átalakított siklóval, melynek fedélzeti rendszerei majdnem megegyeznek az eredetivel leszámítva a létfenntartást és a fegyverzeti vezérlőt azzal a két levegő-levegő rakétával, melyet éles bevetésre kellene vinniük. Miután O'Neill és Teal'c felszáll, és a célpontra repül, a dolgok kicsúsznak a kezük alól és a sikló az űrbe indul.
Mivel a hajó űrrepülésre is alkalmas, utasai nem haltak meg rögtön. Egy kis üzenet játszódott be a kabinban, melyből megtudták a gép különös viselkedésének okát. Apóphisz építette be ezt a biztonsági mechanizmust Teal'c árulása után az ilyen dezertációk megelőzése végett. A helyzet egyre kilátástalanabb, mivel a földtől távolodva a rádiójel-váltás is egyre több időbe telik. A gép nincs felszerelve hosszú távú repülésre, így az oxigén és energiakészletek fogyni kezdenek.
A gyorsulás ugyan megáll, de a hajót még mindig nem tudják irányítani. Eközben a földön dolgoznak a probléma megoldásán, kiküldik a CSK-2-t a szövetséges fajokhoz. Eközben kidolgoznak egy megoldási tevert, mely szerinte a két fedélzeti rakétát kioldás nélkül begyújtva a Jupiter tömegvonzási hatását kihasználva létrehozzanak egy gravitációs parittyát. A terv sajnos kudarcba fullad, a röppálya-módosítása nem sikerül.
Visszatér a CSK-2, aki rossz híreket hoz, csak a Tokráknak van a közelben bevethető egységük, de az éppen titkos küldetésen van és nem akarják felfedni küldetésének célját. Samanta következtetéses úton rájön, hova mehet a hajó és azt megelőzve egy Goa'uld által uralt világba mennek a kapun. Ott megfigyeléseket végeznek, amikor hirtelen gyűrűvel felsugározzák őket a felszínen állomásozó hajóra. Szerencsére nem gárdistákkal, hanem egy régi Tokra ismerőssel, Samanta apjával találkoznak. Meggyőzik, hogy segítsenek a bajba keveredetteknek, és elindulnak hajójával.
A számítások aggasztóak, elvileg már nem tudják megmenteni O'Neill-t és Teal'c-et. Szerencsére Teal'c a kelnorim állapotába süllyedve kevesebbet lélegzik és a szívverése is lelassul. Így nőnek életbennmaradási esélyeik. Amíg a segítség feléjük tart, egyre kevesebb a levegő és hideg is kezd lenni, minden kevésbé fontos rendszert lekapcsolnak a hajón.
A mentőhajó 120%-on üzemelő hajtóművei felmondják a szolgálatot, a mentőcsapat két Goa’uld anyahajó között talála magát. Szerencsére sikerül hamar megjavítani és időben elérik a naprendszert. Ott azonban újabb gond támad, hiszen a sikló nem fér be a szállítóhajó rakterébe. Egy veszélyes művelet során, amikor is O'Neill és Teal'c katapultálja magát az űrbe, így a transzport-gyűrűk már befoghatják őket. Sikeresen végrehajtják az akciót.
Amikor a kinnrekedt sikló felé tartó hajóban Samanta apja, Samanta és Daniel beszélgetnek, érdekes véleménykülönbség rajzolódik ki azzal kapcsolatban, hogy mit szabad és mit nem felhasználni azokból a technológiákból, amiket bevetések során szereznek. Végül is megállapítják, hogy az emberiség technológiája még gyermekcipőben jár.

## Érdekességek
- Miközben arról volt szó, hogy az utasokra nem hat a gravitáció, O'Neill ezredes mégis ordított és nyögött, amikor a gép meredek emelkedésbe kezdett, mintha éppen nagy terhelés érné.
- A P2C-257 bolygón látott naqahdah bánya ugyanaz, mint a 2. évad 15. epizódjában (Need (Szarkofág)) című részben látott P3R-636 bolygón, csak Samantát és Danielt belemontázsolták és besötétítették a képet.
- A tel'tacról gyűrűplatform nélkül használják a gyűrűket. Az előző részekben eddig csak két gyűrűplatform között történő gyűrűtranszportációt láthattunk.
- Jack O’Neill és Teal’c űrruha és minden egyéb védelem nélkül kerültek ki az űrbe, ami elvileg a légkör hiánya miatt szétpukkadásukhoz kellett volna, hogy vezessen.

## Külső hivatkozások
- Stargate Wiki link (angolul)